# Magdalena av Österrike
Magdalena av Österrike, född 1532, död 1590, en österrikisk abbedissa och ärkehertiginna, dotter till kejsar Ferdinand I och Anna av Böhmen och Ungern. 
Magdalena och hennes syster Margareta uttryckte tidigt en önskan att bli nunnor. Hennes far motsatte sig länge dessa planer eftersom han ville att de istället skulle ingå diplomatiska äktenskap. Efter sin fars död 1564 kunde Magdalena och Margareta slutligen förverkliga sin önskan; de tog då också med sin syster Helena. 
Hon grundade år 1564, tillsammans med sin syster Margareta av Österrike och Helena av Österrike, klostret Haller Damenstift i Tyrolen, och blev dess abbedissa. 